# Natpolje
Natpolje (cyr. Натпоље) – wieś w Bośni i Hercegowinie, w Republice Serbskiej, w gminie Šipovo. W 2013 roku liczyła 51 mieszkańców.